# Актам (Жамбылская область)
Актам (каз. Ақтам) — аул в Сарысуском районе Жамбылской области Казахстана. Входит в состав Жайылминского аульного округа. Код КАТО — 316035200.

## Население
В 1999 году население аула составляло 93 человека (51 мужчина и 42 женщины). По данным переписи 2009 года, в ауле проживало 79 человек (40 мужчин и 39 женщин).